# Proclama Universal de Unidad Nacional
La Proclama Universal de Unidad Nacional, también conocida como Declaración de Unidad Nacional, (En ucraniano Універсал Національної Єдності, Universal Natsional'noi Yednosti) es una declaración que fue firmada el 3 de agosto de 2006 por el Presidente de Ucrania Víktor Yushchenko y los líderes de los partidos políticos ucranianos representados en la Rada Suprema (parlamento). Con este hecho marca el fin de la crisis parlamentaria de Ucrania, en el año 2006. El proceso de negociación de la firma de la “Universal” originó grandes debates públicos sobre política interior y exterior de Ucrania.